# Lars Molin (forfatter)
Lars Fredrik Molin (6. maj 1942 i Undersåker, Jämtlands län i Sverige – 7. februar 1999 i Sundbyberg, Stockholms län i Sverige) var en svensk forfatter, dramatiker og filminstruktør.
Molin arbejdede som vejmester frem til 1972. Hans debut som forfatter var med romanen Bomsalva i 1970, der omhandler en ulykke under opførelsen af et kraftværk, hvor tre arbejdere omkom, og hvor det meste af bogens historie selv er noget Molin oplevede i sit liv. Året efter debuterede han som dramatiker, med filmen Badjävlar, om modsætninger mellem lokale og sommergæster, som også blev hans offentlige gennembrud.
Molins berømte tv-produktioner inkluderer Potatishandlaren, Kejseren af Portugalien (efter Selma Lagerlöfs roman) og Tre Kärlekar, som alle havde et stort publikum, da de blev vist på tv.
Lars Molin havde også international succes – han vandt blandt andet den eftertragtede Emmy Award for bedste tv-produktion af Den tatuerade änkan fra 1999, med Mona Malm i hovedrollen.